# Aries Nanning Dijkhuizen
Aries Nanning Dijkhuizen (Slochteren, 5 maart 1773 - aldaar, 30 december 1850) was een Nederlandse schout en burgemeester.

## Leven en werk
Dijkhuizen werd in 1773 in Slochteren geboren als zoon van de broodbakker Nanning Klaassen en van Beneke Klaassen. In 1814 werd hij benoemd tot schout van Slochteren als opvolger van Johan Hora Siccama. Hij was ruim dertig jaar schout en burgemeester van de gemeente Slochteren. Eind 1845 werd hij als burgemeester opgevolgd door zijn zwager Hendrik Geerts Maathuis. Zijn zoon Geerardus Dijkhuizen was na de ambtsperiode van Maathuis drie jaar burgemeester van Slochteren.
Dijkhuizen trouwde op 4 maart 1803 te Slochteren met Maria Radijs. Na haar overlijden in 1809 hertrouwde hij op 23 mei 1817 te Slochteren met Aaltje Geerts Maathuis, dochter van de koopman Geert Maathuis en van Grietje Kornelis. Hun dochter Grietje Elisabeth trouwde met de arts dr. Jacobus Borgesius. Zij zijn de ouders van de latere minister en voorzitter van de Tweede Kamer Hendrik Goeman Borgesius. Dijkhuizen overleed in december 1850 op 77-jarige leeftijd in zijn woonplaats Slochteren.

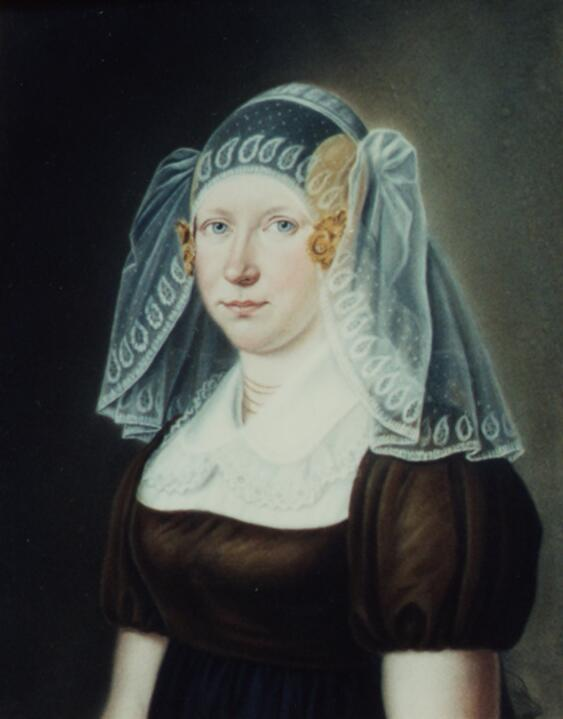
Wessel Lubbers: portret van Aaltje Maathuis (1790-1835), echtgenote van Aries Nanning Dijkhuizen